# Kransakkerdorp
Een kransakkerdorp is een nederzettingstype dat, meestal in de Middeleeuwen, is ontstaan uit een buurtschap of herdgang, waarbij de boerderijen om een akkercomplex waren gelegen. Ze waren gegroepeerd langs kronkelige wegen die op verhogingen in het landschap lagen. Soms heeft deze weg min of meer een cirkelvorm, soms ook is het een langgerekt, maar bochtig, geheel.
Kransakkerdorpen kwamen en komen vooral veel voor in de Nederlandse provincie Noord-Brabant. In meer noordelijk gelegen gebieden, zoals Drenthe, kende men weliswaar ook de es, doch daar ontwikkelde zich een ander nederzettingstype, namelijk het esdorp.
Indien in een kransakkerdorp op een bepaalde plaats een kapel of kerk werd gebouwd, kon zich van hieruit een kerkdorp ontwikkelen. Door uitbreidingen met nieuwbouw en dergelijke kon dan uiteindelijk de oorspronkelijke aanzet van het dorp verloren raken.
Voorbeelden van kransakkerdorpen zijn: Esbeek, Liempde, de reeks buurtschappen: Notel, Snepseind, Straten ten noordoosten van Oirschot, Castelré en Zeeland.
De typologie van nederzettingsvormen, waar de benaming kransakkerdorp deel van uitmaakt, is ontworpen door Keuning en voor het eerst gepubliceerd in 1936. De sterk morfogenetische invalshoek, waarbij de vorm van een nederzetting op één bepaald moment bepalend was voor de classificatie, wordt tegenwoordig door wetenschappers niet meer gebruikt. In beleidsnotities komt de naam nog regelmatig voor, met name als daarvoor gebruik is gemaakt van verouderde literatuur.